# Chapelle Saint-Luc de Puigrodon
L’ermitage Saint-Luc de Puigrodon est un monastère dans le département des Pyrénées-Orientales, en France dont il ne reste plus que la chapelle. Il est situé à 204 mètres au-dessus de la mer près de la commune de Passa.

## Histoire et signification historique
Cet ermitage est mentionné dans un texte en 1031 (ecclesia de Podio Rotundo). La chapelle du monastère servait de plus de lieu de culte pour les habitants tout autour de la commune de Passa. En 1368 on a parlé de cet ermitage sous le nom chrétien de « Chapelle de Saint-Luc de Pug de Redon », en latin capella de Sent Luc de Pug Redon.
À cette époque, elle fut alors abandonnée, même si ce n’était que pour un temps court, au profit de l’église de Passa.
Sous l’influence de la généralisation de la pratique de l’ermitage au 17e siècle, les ermites chrétiens vivant dans l’isolement se sont tournés vers l’ermitage séculier de la société catalane. Les habitants des communes avoisinantes venaient alors leur demander des conseils. De plus en plus apparaissent alors au 17e siècle des cloîtres et des ermitages accessibles aux personnes de l’extérieur. C’est ainsi que l’ermitage de Saint-Luc a été restauré et on a même alors construit des bâtiments supplémentaires qui servaient donc d’habitat aux ermites.
Cet ermitage a été abandonné sous la Révolution française.
En 1794, au cours de la guerre franco-espagnole, tous les territoires dans le sud du Comté du Roussillon ont été pris par les troupes espagnoles et on a dû alors abandonner l’ermitage.
En 1793 pendant la deuxième bataille du Boulou, le Général Perignons et 5 000 de ses hommes ont trouvé refuge à l’ermitage Saint-Luc, il a attaqué les soldats espagnols alors sous la direction du Général Ricardos, dans l’embuscade, et ce jusqu’à ce qu’ils se retirent.
Cela a permis entre autres que la ville de Perpignan toute proche ne soit pas occupée par les régiments espagnols.
Lors d’un état des lieux de 1826, la chapelle du cloître a été détruite et reconstruite malgré tout en 1842.
En 1930 l’ermitage en soi, l’ancienne habitation des ermites, a été détruit.
Dix-huit ans plus tard, tout le bâtiment a été reconstruit et rénové, il est encore intact et est considéré comme patrimoine culturel, historique et religieux important, aussi bien par le département des Pyrénées-Orientales que par la commune de Passa.